# Sphecosoma nigriceps
Sphecosoma nigriceps là một loài bướm đêm thuộc phân họ Arctiinae, họ Erebidae.